# Hache d'argent à épines
Argyropelecus aculeatus
Espèce
Statut de conservation UICN

 LC  : Préoccupation mineure
La hache d'argent à épines (Argyropelecus aculeatus) est une espèce de poissons abyssaux appartenant à la famille des sternoptychidés. Cette espèce vit entre 100 et 600 m de profondeur.